# Puig de Santa Magdalena
El Puig de Santa Magdalena és una muntanya de 331 metres, part de la Serralada Transversal, que es troba al municipi de Maià de Montcal, a la comarca catalana de la Garrotxa.
Al cim podem trobar-hi un vèrtex geodèsic (referència 303086001).